# 安沙波利哥沙漠州立公园
安沙波利哥沙漠州立公园（Anza-Borrego Desert State Park）是美國一个加利福尼亚州立公园，該公園面積585,930 acre（237,120 ha），是加利福尼亚州最大的州立公园，位于美国南加利福尼亞州科罗拉多沙漠。行政上分屬聖迭戈縣、因皮里尔县和河濱縣。聖迭戈縣的五分之一領土位於該公園內。该公园的名字来源于18世纪西班牙探险家胡安·鮑提斯塔·德·安萨和borrego，在西班牙语中意为绵羊。

## 外部鏈接
- official Anza-Borrego Desert State Park website （页面存档备份，存于）
- Anza-Borrego Foundation （页面存档备份，存于）
- Anza-Borrego Desert Natural History Association （页面存档备份，存于）
- Juan Bautista de Anza National Historic Trail （页面存档备份，存于）
- Anza Borrego Tribute （页面存档备份，存于）
- Anza Borrego Hiking （页面存档备份，存于）
- Fish Creek Wash & Carrizo Badlands
- Borrego Springs Chamber & Visitors' Bureau （页面存档备份，存于）